# Орловка (Раздольненский район)
Орло́вка  (до 1945 года Бий-Орлю́к; укр. Орлівка, крымскотат. Biy Örlük, Бий Орлюк) — село в Раздольненском районе Республики Крым, входит в состав Серебрянского сельского поселения (согласно административно-территориальному делению Украины — Серебрянского сельского совета Автономной Республики Крым)

## Население
| 2001 | 2014 |
| ---- | ---- |
| 1130 | ↘787 |

Всеукраинская перепись 2001 года показала следующее распределение по носителям языка
| Язык             | Процент |
| ---------------- | ------- |
| русский          | 63.19   |
| украинский       | 20.44   |
| крымскотатарский | 13.1    |
| другие           | 1.24    |

### Динамика численности
| - 1806 год — 78 чел. - 1864 год — 12 чел. - 1892 год — 1 чел. - 1900 год — 65 чел. - 1915 год — 90/10 чел. - 1926 год — 182 чел. | - 1939 год — 302 чел. - 1989 год — 975 чел. - 2001 год — 1130 чел. - 2009 год — 954 чел. - 2014 год — 787 чел. |

## Современное состояние
На 2016 год в Орловке числится 14 улиц и 1 переулок; на 2009 год, по данным сельсовета, село занимало площадь 115,1 гектара, на которой в 304 дворах проживало 964 человека. В селе действует муниципальное бюджетное общеобразовательное учреждение Орловская средняя общеобразовательная школа — детский сад, сельский дом культуры, библиотека, Свято-Никольский храм Джанкойской епархии, фельдшерско-акушерский пункт, отделение почтовой связи. Орловка связана автобусным сообщением с райцентром и соседними населёнными пунктами.

## География
Орловка — село в центре района, в степном Крыму, в верховьях балки Ахтанская, высота центра села над уровнем моря — 54 м. Ближайшие населённые пункты — Кукушкино в 4,7 км на север, Каштановка в 4,7 км на юг и Соколы в 4,5 км на восток. Расстояние до райцентра около 20 километров (по шоссе), ближайшая железнодорожная станция — Евпатория — примерно 56 километров. Транспортное сообщение осуществляется по региональной автодороге 35Н-022 Славянское — Евпатория (по украинской классификации С-0-11103).

## История
Первое документальное упоминание села встречается в Камеральном Описании Крыма… 1784 года, судя по которому, в последний период Крымского ханства Олак Эли входил в Шейхелский кадылык Козловского каймаканства.. После присоединения Крыма к России (8) 19 апреля 1783 года, (8) 19 февраля 1784 года, именным указом Екатерины II сенату, на территории бывшего Крымского ханства была образована Таврическая область и деревня была приписана к Евпаторийскому уезду. После павловских реформ, с 1796 по 1802 год входила в Акмечетский уезд Новороссийской губернии. По новому административному делению, после создания 8 (20) октября 1802 года Таврической губернии, Бай-Орлюк был включён в состав Хоротокиятской волости Евпаторийского уезда.
По Ведомости о волостях и селениях, в Евпаторийском уезде с показанием числа дворов и душ… от 19 апреля 1806 года в деревне Бай-Орлюк числилось 12 дворов, 68 крымских татар, 7 цыган и 3 ясыров. На военно-топографической карте генерал-майора Мухина 1817 года деревня Бейурлюк обозначена с 8 дворами. После реформы волостного деления 1829 года Биюк Араюк, согласно «Ведомости о казённых волостях Таврической губернии 1829 года» отнесли к Аксакал-Меркитской волости (переименованной из Хоротокиятской). На карте 1836 года в деревне 10 дворов, а на карте 1842 года Бий-Орлюк обозначен условным знаком «малая деревня», то есть, менее 5 дворов.
В 1860-х годах, после земской реформы Александра II, деревню приписали к Биюк-Асской волости. Согласно «Памятной книжке Таврической губернии за 1867 год», деревня была покинута, в результате эмиграции крымских татар, особенно массовой после Крымской войны 1853—1856 годов, в Турцию и представляла собой помещичью экономию без поселенцев. В «Списке населённых мест Таврической губернии по сведениям 1864 года», составленном по результатам VIII ревизии 1864 года, Бий-Орлюк — владельческий хутор с 2 дворами и 12 жителями при колодцах. По обследованиям профессора А. Н. Козловского 1867 года, вода в колодцах деревни была пресная, а их глубина достигала 30—40 саженей «и более» (63—85 м). На трехверстовой карте Шуберта 1865—1876 года обозначен господский двор Бий-Орлюк, без указания числа дворов, но с церковью). По Описанию Таврической епархии М. Родионова 1872 года деревня была куплена у татар надворным советником Никифором Сербиновым с устроением в 1865 году домовой церкви, к которой были приписаны прихожане из соседних деревень Чонгурчи и Булатчи и в разных соседних экономиях мелких землевладельцев мужского пола 198 и женского 74 души. Согласно «…Памятной книжке Таврической губернии на 1892 год», в селе Бий-Орлюк, входившей в Кадышский участок, был 1 житель в 1 домохозяйстве.
Земская реформа 1890-х годов в Евпаторийском уезде прошла после 1892 года, в результате Бий-Орлюк приписали к Агайской волости.
По «…Памятной книжке Таврической губернии на 1900 год» в селе числилось 65 жителей в 3 дворах. По Статистическому справочнику Таврической губернии. Ч.II-я. Статистический очерк, выпуск пятый Евпаторийский уезд, 1915 год, в селе Бий-Орлюк Агайской волости Евпаторийского уезда числилось 13 дворов со смешанным населением в количестве 90 человек приписных жителей и 10 — «посторонних», из которых 54 мужчины и 54 женщины. Жители владели 1100 десятинами удобной земли. В хозяйствах имелось 60 лошадей, 28 волов, 16 коров и 46 голов мелкого скота.
После установления в Крыму Советской власти, по постановлению Крымревкома от 8 января 1921 года № 206 «Об изменении административных границ» была упразднена волостная система и в составе Евпаторийского уезда был образован Бакальский район, в который включили село, а в 1922 году уезды получили название округов. 11 октября 1923 года, согласно постановлению ВЦИК, в административное деление Крымской АССР были внесены изменения, в результате которых округа были отменены, Бакальский район упразднён и село вошло в состав Евпаторийского района. Согласно Списку населённых пунктов Крымской АССР по Всесоюзной переписи 17 декабря 1926 года, в селе Бий-Орлюк, центре Бий-Орлюкского сельсовета Евпаторийского района, числилось 45 дворов, из них 31 крестьянский, население составляло 182 человек, из них 134 украинца, 44 русских, 1 белорус, 3 записаны в графе «прочие», действовала русская школа. Постановлением ВЦИК РСФСР от 30 октября 1930 года был создан Фрайдорфский еврейский национальный (лишённый статуса национального постановлением Оргбюро ЦК КПСС от 20 февраля 1939 года) район (переименованный указом Президиума Верховного Совета РСФСР № 621/6 от 14 декабря 1944 года в Новосёловский) (по другим данным 15 сентября 1931 года) и село включили в его состав, а после создания в 1935 году Ак-Шеихского района (переименованного в 1944 году в Раздольненский) Бий-Орлюк включили в его состав. По данным всесоюзной переписи населения 1939 года в селе проживало 302 человека.
В годы Великой Отечественной войны на фронтах погибли 27 жителей села Бий-Орлюк,. В их честь в 1967 году в центре села установлен памятный знак работы скульптора Николая Ильича Смуругова в виде обелиска на постаменте с символом вечного огня. Постановлением Совета министров Республики Крым № 627 от 20 декабря 2016 года памятник отнесён к категории объектов культурно-исторического наследия России регионального значения.
Указом Президиума Верховного Совета РСФСР от 21 августа 1945 года Бий-Орлюк был переименован в Орловку и Бий-Орлюкский сельсовет — в Орловский. С 25 июня 1946 года Бий-Орлюк в составе Крымской области РСФСР. 26 апреля 1954 года Крымская область была передана из состава РСФСР в состав УССР. Указом Президиума Верховного Совета УССР «Об укрупнении сельских районов Крымской области», от 30 декабря 1962 года село присоединили к Черноморскому району. Время включения в Берёзовский сельсовет пока не установлено: на 15 июня 1960 года село уже числилось в его составе. 1 января 1965 года, указом Президиума ВС УССР «О внесении изменений в административное районирование УССР — по Крымской области», вновь включили в состав Раздольненского. По данным переписи 1989 года в селе проживало 975 человек. С 12 февраля 1991 года село в восстановленной Крымской АССР, 26 февраля 1992 года переименованной в Автономную Республику Крым. С 21 марта 2014 года в составе Крыма аннексирована Россией.